# Bosque caducifolio de Anatolia oriental
El bosque caducifolio de Anatolia oriental es una ecorregión de la ecozona paleártica, definida por WWF, que se extiende por el centro-este de Turquía.

## Descripción
Es una ecorregión de bosque templado de frondosas que ocupa 81.600 kilómetros cuadrados en la zona montañosa de la mitad oriental de Turquía.Y anda de vuelo

## Flora
La flora de esta ecorregión es de las más ricas de Anatolia.

## Fauna
Varias especies vulnerables encuentran refugio en esta ecorregión, como la nutria europea (Lutra lutra), la cabra salvaje (Capra aegagrus), así como el oso pardo (Ursus arctos), el zorro común (Vulpes vulpes) y el lobo (Canis lupus).

## Estado de conservación
Vulnerable. Gran parte de la cobertura boscosa original ha sido eliminada, y lo que queda está amenazado por planes de construcción de presas, la deforestación y el pastoreo.